# Reloj esqueleto

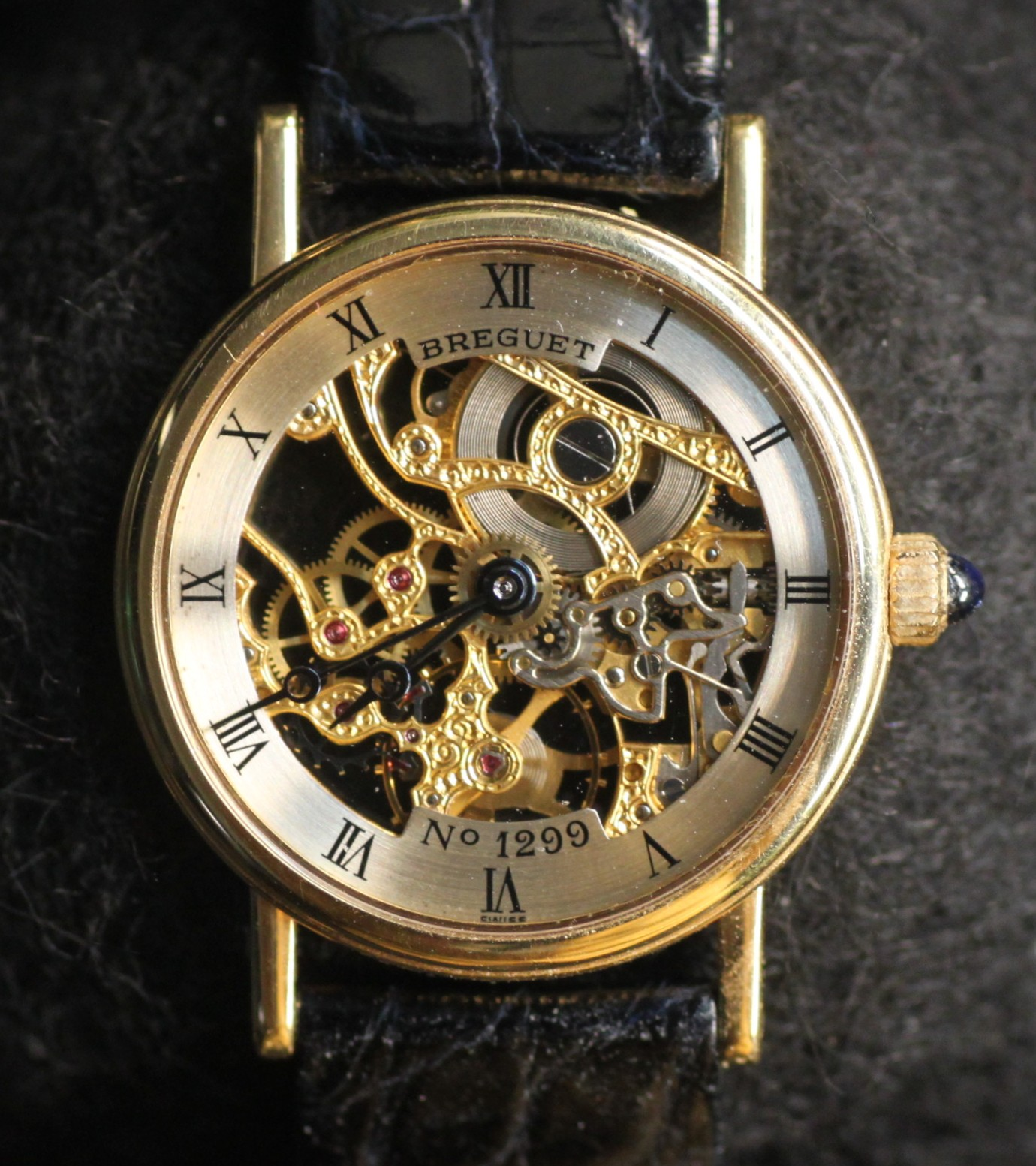
Reloj esqueleto de la firma Breguet

Un reloj esqueleto es un tipo de reloj mecánico (aunque ocasionalmente puede ser de cuarzo), en el que todas las partes móviles de su mecanismo son visibles desde el exterior del reloj; ya sea desde el frente, la parte posterior, ó alguna otra abertura prevista con el mismo fin.
Un reloj realmente 'esqueletizado', también incluye la eliminación de:
1. Cualquier metal no esencial en el movimiento del reloj,
2. Engranajes no-requeridos, ó
3. Piezas mecánicas innecesarias en el reloj;

dejando tan solo una parte mínima de componentes para su funcionamiento. 
Usualmente, algunas piezas pequeñas del reloj son decoradas en altorrelieve, y generalmente, se incluye visibilidad desde la cara frontal, para ver el interior del mismo y el movimiento de sus piezas.
Algunos fabricantes actuales de relojes esqueletos incluyen a:
- Invicta
- Patek Philippe Skeleton
- Stauer 1779 y 1901 Skeleton
- Festina
- Fossil[1]
- Swatch
- DEPA Skeleton movements
- Orkina Skeleton
- Breguet
- Akribos
- Chenevard
- Stührling Original
- Corum
- Kudoke
- Kenneth Cole
- Tissot Le Locle
- Armitron
- Orion Skeleton
- Sacom
- Eterna
- Oris
- Seiko
- Rougois
- Sea-Gull
- Tao International
- Rotary Skeleton
- Yves Camani
- Claude Meylan, Vallée de Joux[2]